# 各年のアルメニアの一覧

アルメニアの国旗

各年のアルメニアの一覧（かくねんのアルメニアのいちらん）は、アルメニアの各年ごとの記事の一覧。この一覧ではアルメニアの各年ごとの記事の他、各世紀と各年代、アルメニアの各分野における各年ごとの記事についても取り扱う。

## 一覧

### 20世紀
- 1910年代
  - 1918年のアルメニア（英語版）
- 1980年代
  - 1987年のアルメニア（英語版） 1988年のアルメニア（英語版）
- 1990年代
  - 1991年のアルメニア（英語版） 1992年のアルメニア（英語版） 1996年のアルメニア（英語版）
- 2000年代
  - 2000年のアルメニア（英語版）

### 21世紀
- 2000年代
  - 2001年のアルメニア（英語版） 2006年のアルメニア（英語版） 2007年のアルメニア（英語版） 2008年のアルメニア（英語版）
- 2010年代
  - 2010年のアルメニア（英語版） 2012年のアルメニア（英語版） 2013年のアルメニア（英語版） 2014年のアルメニア（英語版）
  - 2015年のアルメニア（英語版） 2016年のアルメニア（英語版） 2017年のアルメニア（英語版） 2018年のアルメニア（英語版） 2019年のアルメニア（英語版）
- 2020年代
  - 2020年のアルメニア（英語版）